# Antagnac
Antagnac település Franciaországban, Lot-et-Garonne megyében. Lakosainak száma 222 fő (2022. január 1.). Antagnac Ruffiac, Cours-les-Bains és Saint-Martin-Curton községekkel határos.

## Népesség
A település népességének változása:
| Lakosok száma | 236  | 245  | 241  | 231  | 224  | 224  | 222  | 220  | 222  |
|               | 2013 | 2015 | 2016 | 2017 | 2018 | 2019 | 2020 | 2021 | 2022 |